# Strada statale 209 Valnerina
L'ex strada statale 209 Valnerina (SS 209), ora strada regionale 209 Valnerina (SR 209) in Umbria ad eccezione del tratto Sant'Anatolia di Narco-Triponzo, riclassificato nell'itinerario della strada statale 685 delle Tre Valli Umbre, e strada provinciale 209 Valnerina (SP 209) nelle Marche, è una strada regionale e provinciale italiana che prende il nome dall'omonima valle.

## Percorso
La strada ha origine nel centro abitato di Terni uscendone in direzione est e risalendo fin dall'inizio il percorso del fiume Nera sulla sponda destra. Raggiunge dopo pochi chilometri le cascate delle Marmore e prosegue in direzione nord-est, passando a valle di Arrone e Montefranco ed attraversando Ferentillo. Entra quindi nella provincia di Perugia dove il percorso punta nettamente verso nord fino a Sant'Anatolia di Narco, dove la strada continua in direzione nord-est passando nei pressi di Vallo di Nera e Cerreto di Spoleto, fiancheggiando approssimativamente il tracciato della dismessa Ferrovia Spoleto-Norcia.
Il tracciato sconfina quindi nelle Marche dove, raggiunta Visso, devia verso nord raggiungendo Pieve Torina ed innestandosi infine sulla strada statale 77 della Val di Chienti nei pressi di Muccia.
Praticamente tutto il tracciato della SS 209 ha un andamento particolarmente tortuoso, incassato nel roccioso fondovalle della Valnerina, la strada è infatti particolarmente apprezzata dai mototuristi, in virtù delle innumerevoli curve e dei paesaggi spettacolari che attraversa.

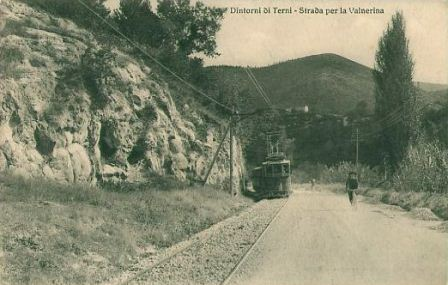
Strada della Valnerina con il binario tranviario (cartolina d'epoca)

Dal 1901 la strada fu interessata dalla presenza, fra Terni e Collestatte, della tranvia Terni-Ferentillo, prolungata nel 1909 fino a quest'ultima località. L'impianto, soppresso nel 1960, occupava parte della sede stradale e serviva le località interessate con alcune fermate e stazioni alcune vestigia delle quali sono tuttora presenti.
In seguito al decreto legislativo n. 112 del 1998, dal 2001 la gestione del tratto umbro è passata dall'ANAS alla Regione Umbria che ha poi ulteriormente devoluto le competenze alla Provincia di Terni e alla Provincia di Perugia per le tratte territorialmente competenti, mantenendone comunque la titolarità; la gestione del tratto marchigiano è passata invece alla Regione Marche: in realtà su sollecitazione di quest'ultima, il tratto in questione è passato di proprietà alla Provincia di Macerata.
A seguito poi del D.P.C.M. del 23 novembre 2004, dal 4 settembre 2006 il tratto Sant'Anatolia di Narco-Triponzo (dal km 32,000 al km 47,000) è stato inserito nella rete stradale di interesse nazionale come parte dell'itinerario della strada statale 685 delle Tre Valli Umbre e la gestione è tornata all'ANAS.
Nel 2016, a seguito del terremoto tra Visso e Norcia, il 30 ottobre viene chiusa a causa di una gigantesca frana che deviò il percorso del Fiume Nera sulla strada. Il tratto fu riaperto dopo importanti lavori di messa in sicurezza, nell'autunno del 2017.